# Ajkai Timföldgyár

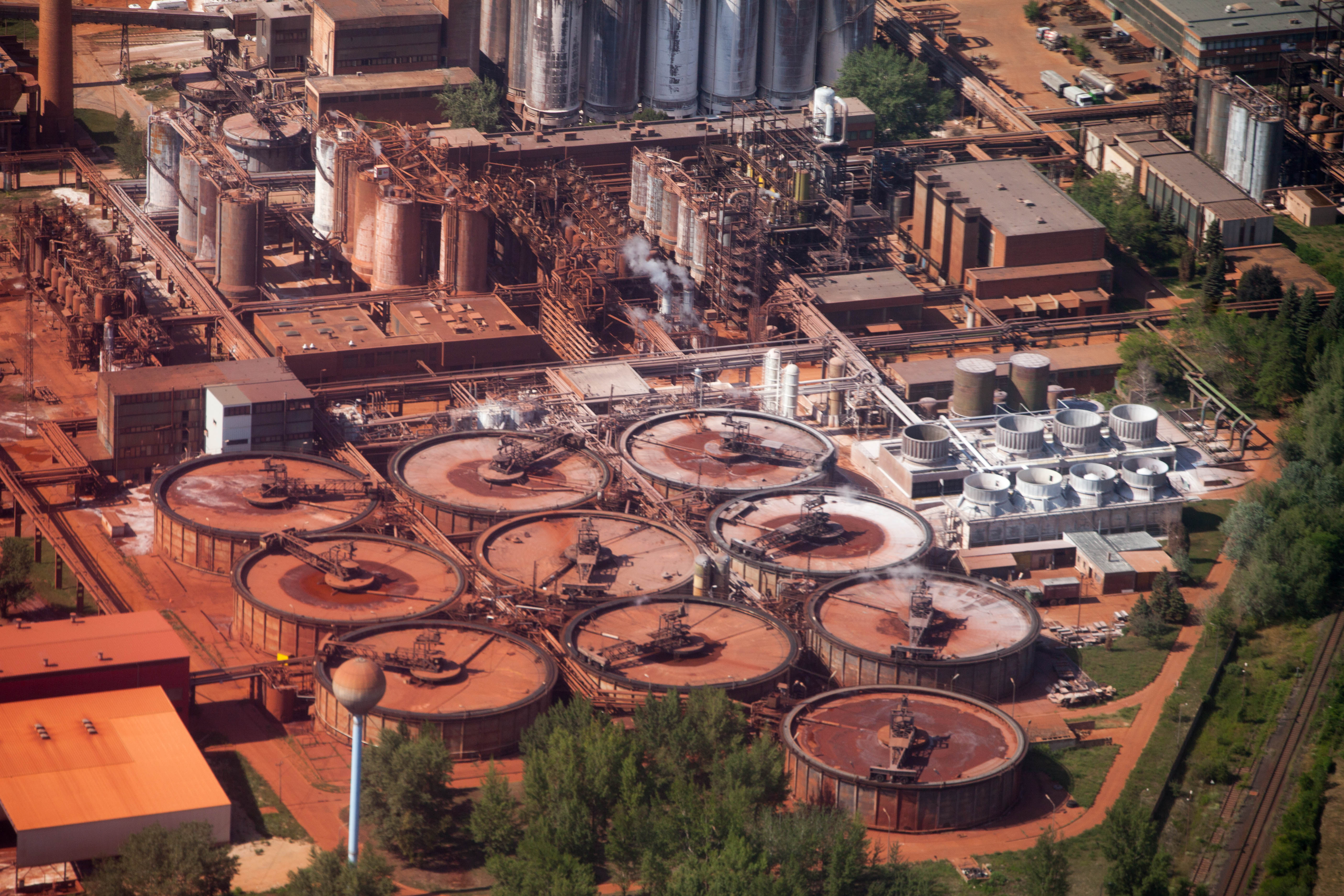
Az ajkai timföldgyár

Az Ajkai Timföldgyár (régi nevén a Tósokberéndi Timföldgyár) a Veszprém vármegyei Ajkán található, timföldet előállító üzem, amelyet 1942-ben alapítottak. A cég tulajdonosa a MAL Magyar Alumínium Termelő és Kereskedelmi Zrt.

## Története
A trianoni békeszerződés következtében az ország Erdélyben fekvő nagy bauxitlelőhelyei elvesztek, így az iparág fejlődése megtorpant. Az alumíniumra viszont a korszerű iparnak nagy szüksége volt, ezért intenzív kutatások kezdődtek a Dunántúli-középhegység területén, főleg a Bakonyban és a Vértesben. Mindkét hegységben tetemes mennyiségű bauxitot találtak a kutatók, azonban akkoriban csak Magyaróvárott volt egy kis termelőkapacitású timföldgyár, valamint alumíniumkohó. Ez a növekvő igényeket nem tudta kielégíteni, az alumíniumtermékek iránti keresletet a háborús készülődés (főként a győri program) fokozta, mivel a felvevő piacot főleg a Harmadik Birodalom jelentette. Időközben újabb bauxitbányákat is nyitottak, és 1940-ben a Magyar Bauxitbánya Rt. új, korszerű timföldgyár és alumíniumkohó létesítését határozta el. Az építkezés 1941 tavaszán kezdődött Tósokberénden, a bauxitlelőhelyek közelében és 1942. november 20-án a hidrátszűrés megindításával megkezdődött a termelés az új létesítményben. Még abban az évben 1100 tonna hidrátot szűrtek a körfolyamatban. A kalcináló kemencét december 18-án kezdték felfűteni. A háborús nehézségek miatt a termelés felfutása akadozott, a gyár 1944-ben is csak timföldgyártó kapacitásának 40%-át érte el.
A háború után a kialakuló szocialista tervgazdálkodás keretében az újjáéledő magyar vegyipar egyik zászlóshajója lett a magyar alumíniumipar. A Bakonyban teljes vertikumot alakítottak ki, a hegységben bauxitbányászat, Ajkán pedig timföldgyártás, alumíniumkohó üzemelt egy hőerőművel együtt, ami az energiát biztosította. Ennek jegyében 1963-ban megalakult a Magyar Alumíniumipari Tröszt, amely minden magyarországi, alumíniumiparhoz kapcsolódó tevékenységet ellenőrzött. A rendszerváltás után a tröszt külön egységekre bomlott, a vállalatot pedig privatizálták, Magyar Timföld Kft. néven üzemelt tovább. Az alumíniumkohót 1991-ben leállították a magas villamosáram-költségek miatt. 1995-ben vette meg a gyárat a MAL Zrt., észszerűsítéssel és leépítésekkel tovább üzemeltetve azt. A gyár 2000 után a lassan kimerülő hazai bauxitvagyon mellett egyre több külföldi (boszniai, részben montenegrói) forrásokra támaszkodott. 2010-ben mintegy 1100 embert foglalkoztatott.
2011 februárjában a közvetlen állami irányítás hatására a gyár az 1942-ben bevezetett nedves technológiáról átállt a száraz technológiára, amelyben már nem keletkezik folyékony zagy.

## A timföldgyártás

### Technológiai folyamat
A MAL Zrt. ajkai gyártelepén a bauxitot az alábbi technológiai lépésekben dolgozzák fel:
- A bauxit beszállítása a telephelyre.
- A bauxit törése és nedves őrlése 0,5 mm szemcsenagyságig. Nedves őrlés Na-aluminát lúggal (ennek forrásai a hidrátszűrés anyalúgja és a bepárlásnál nyert sűrűlúg).
- Kovasavtalanítás, feltárás, expanzió:

A nedves őrlés eredményeként keletkezett zagyot (égetett mészből és retúr lúgból nyert) mészadalék hozzáadásával kovasavtalanítják (160–176 °C hőmérsékleten). A vízoldhatatlan kalcium-alumínium-szilikátot nem választják el a zagytól. A zagy a feltáró sorra kerül, ahol 240 °C hőmérsékleten és 30 bar nyomáson kioldódik a bauxit alumínium-oxid tartalma, és a lúg telítődik nátrium-alumináttal. A telített lúgot és a visszamaradó vörösiszap zagyot több lépésben expandáltatják.
- Hígítás

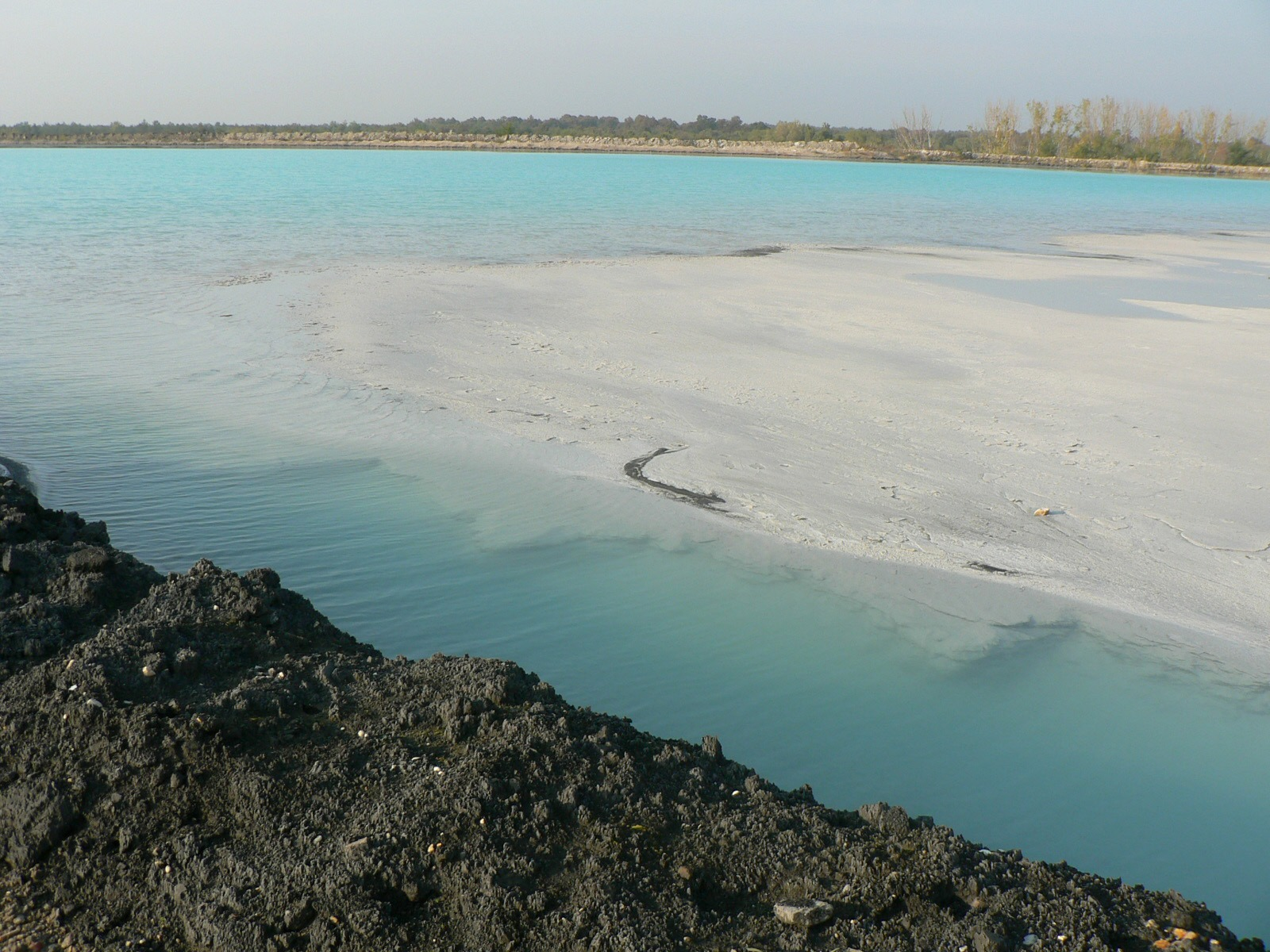
Az ajkai timföldgyár egyik zagytározó kazettája

A feltárt zagyot a vörösiszap mosásával nyert mosófolyadékkal hígítják.
- A vörösiszap ülepítése és mosása: Dorr-rendszerű ülepítő berendezésekben szétválasztják a vörösiszapot az aluminátlúgtól. A vörösiszapot a veszteségek csökkentése Na2O és Al2O3-tartalmának visszanyerése érdekében ellenáramban mossák, majd a tárolókazettákra szivattyúzzák.
- Aluminátlúg utószűrése, hűtése, kikeverése:

Az ülepítés után túlfolyó tiszta aluminátlúgot utószűrik, lehűtik, a kristályosodás elősegítése érdekében hidráttal beoltják, majd a kikeverő sorok tartályaiba juttatják. A tartályokban az oldott Al2O3-tartalom mintegy fele hidroxidként kikristályosodik.
- Hidrátszűrés és -mosás

A kikevert hidrátzagyot szűrik, egy részét oltóhidrátként visszavezetik a technológiai folyamatba. A másik részét (termékhidrát) forró vizes mosással lúgmentesítik.
A termékhidrát egy részét termékként értékesítik részben mint nedves hidrátot, részben mint szárított és/vagy őrölt terméket.
- Kalcinálás

A termékhidrát nagyobb részét a szűrés és mosás után 1200–1500 °C hőmérsékleten kalcinálják. A földgázzal fűtött forgókemencékhez termékleválasztó berendezést kapcsoltak. A leválasztott port a timföldhöz adagolják vissza. 
- Lúg bepárlása

A kikevert zagy szűrésével elválasztott anyalúg az úgynevezett retúrlúg, aminek egy részét a zeolit gyártásához használják fel. A retúrlúg nagyobb részét ötfokozatú, ellenáramú bepárló rendszerben besűrítik.

### Felhasználása
A telephelyen előállított termékek:
- timföld,
- gallium,
- zeolit,
- alumínium ötvözetek.

Ezek mellett salakfeldolgozással is foglalkoznak.

## Ajkai vörösiszap-katasztrófa
A gyár több vörösiszap-tározót is épített Ajkától nyugatra, ahol főként vörösiszapot és zagyot tároltak. A 10-es számú kazetta északnyugati sarka szakadt át 2010. október 4-én. A kiömlő vörösiszap elöntötte Kolontárt, Devecsert és Somlóvásárhelyet. 10 ember meghalt, többen megsérültek, valamint a kiömlő lúgos tartalmú zagy kipusztította a Torna-patak és a Marcal élővilágát. A tragédia miatt a környezetvédelmi államtitkár október 5-én átmenetileg felfüggesztette a termelést a gyárban, majd október 15-étől ismét engedélyezték az üzem újraindulását, átmenetileg állami felügyelet alatt.